# تسخیر (فیلم ۲۰۱۲)
تسخیر (به انگلیسی: The Possession) عنوان فیلمی ترسناک به کارگردانی اوله بورندال و تهیه‌کنندگی سام ریمی است که در تاریخ ۳۱ اکتبر سال ۲۰۱۲ منتشر شد.

## بازیگران
- ناتاشا کالیاس در نقش امیلی
- جفری دین مورگان در نقش کلاید
- کیرا سدویک در نقش استفانی